# Георг Флегел
Георг Флегел е немски художник, роден през 1566 в Оломоуц, починал на 23.март 1638 г. във Франкфурт на Майн има важна роля в развитието на натюрморта през ранния 17 век

## Биография
Георг Флегел е роден в Оломоуц, Моравия, вероятно като син на обущар. Той живее и твори в едно време, когато натюрмортът бавно се освобождава от ролята си само на фон на портрети или жанрови сцени. От осемдесетте години на 16.век нататък Флегел работи като художник, който рисува допълнителни детайли в една картина (стафаж) в работилницата на нидерландския художник Лукас ван Валкенборх (Lucas van Valckenborch) в Линц.
Задачата му е била да рисува плодове, зеленчуци и цветя като допълнения към голямоформатни картини с компании, събрани край трапеза и на пазарни сцени.
Около 1592/93 г. ван Валкенборх премества работилницата си във Франкфурт на Майн, а Флегел го последва. Флегел става там самостоятелен художник и живее в града до края на Живота си през 1638 г.
С Флегел заминава и жена му Бригита. През 1594 г. е кръстен първородният син на Флегел-Мартин. На 28.април 1597 Флегел получава правото на гражданство на град Франкфурт, за което помага едно свидителство от страна на ван Валкенборх.

## Натюрмортът в творчеството на Флегел
Около 1600 г. Флегел започва да се занимава с прохождащия жанр на натюрморта. Флегел рисува както натюрморти с цветя, птички или принадлежности за пушене, така и на трапези с бонбони, деликатеси и храна. Художникът рисува и акварели на природни картини.
В този жанр той интерпретира множество теми. Повторения на мотиви в картините му дават повод да се заключи, че от време на време той се занимава и с масово производство на картини, но за разлика от своя учител, ван Вилкенборх, неговата работилница не поддържа калфи и помощници, които да помагат в рисуването на картини. Единственият ученик на Георг Флегел е Якоб Марел (Jacob Marrel), роден 1614 г., който по-късно продължава обучението си в Утрехт, при Ян Давидсон де Хем (Jan Davidszoon de Heem).
Георг Флегел има седем деца, които надживява, както и жена си, починала вероятно 1633 г. Двама от синовете му – Фридрих (1596/97 – 1616) и Якоб, починал 1623, вероятно идентичен с Леонхард, роден 1602, са били също художници.

## Почит
През 2009 г. Немските пощи издават в рамките на серията „Немска живопис“ пощенска марка в чест на Георг Флегел. Тя е на стойност 45 цента и е създадена от Вернер Ханс Шмид.